# Wopko Cnoop

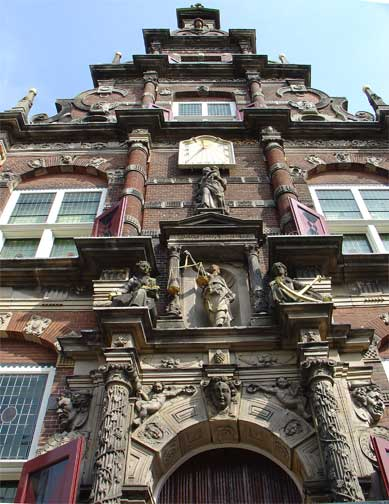
Voorgevel van het stadhuis van Bolsward

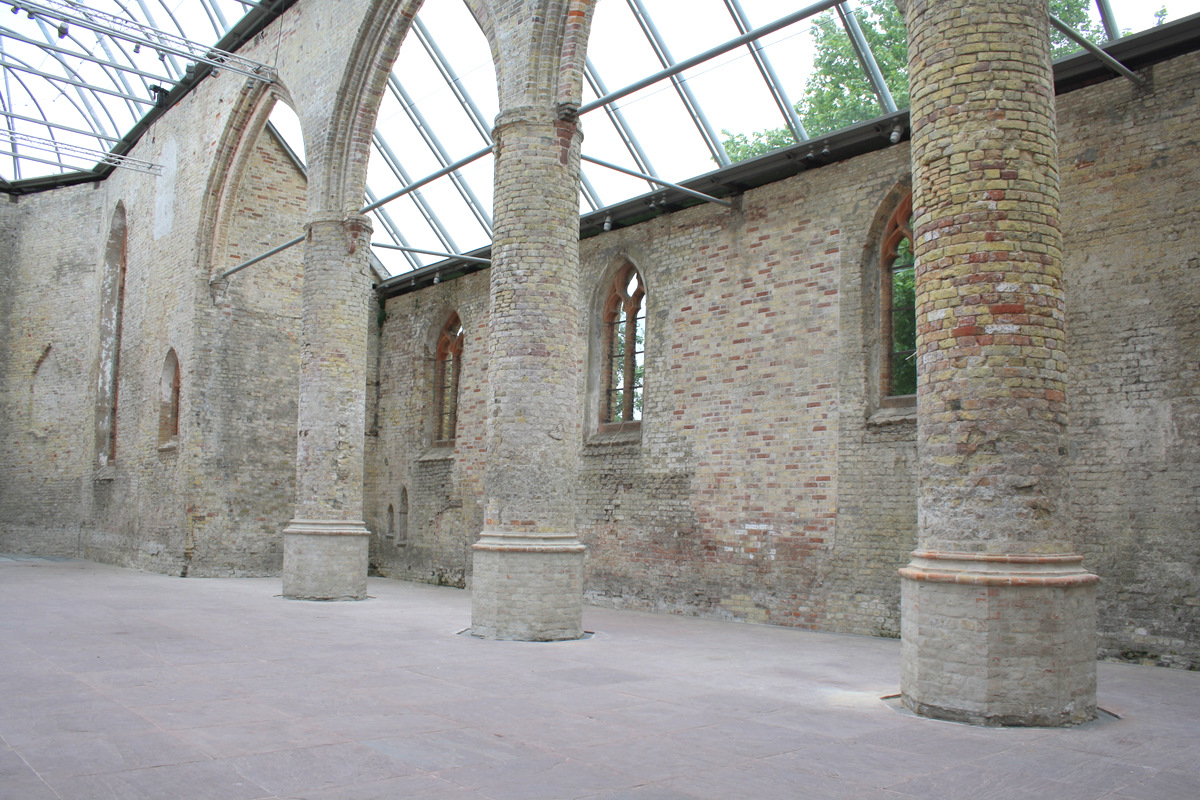
Interieur van de in 1980 afgebrande Broerekerk, waar op 13 september 1787 door de bevolking van Bolsward op democratische wijze werd besloten de Franeker Staten te erkennen

Wopke Cnoop (Bolsward, 2 februari 1740 - Amsterdam, 20 november 1801) was een doopsgezinde fabrikant van tuinsieraden en suikerpotten, een leerlooier, en patriot, die voor zijn acties tijdens de Patriottentijd in Bolsward voor tien jaar uit de provincie Friesland werd verbannen.

## Biografie
Wopke Cnoop was de zoon van Claes Wopkes Cnoop en Riemke Coopmans. Nadat zijn vader in 1743 was overleden, hertrouwde zijn moeder in 1747 met haar zwager Gilles Mesdag (1706-1759).
In 1765 kocht Cnoop de leerlooierij van zijn ongetrouwde neef Gerrit Middagten (-1786).
In 1768 trouwde hij met zijn nicht Dieuwke Brouwer (1748-1786). Het echtpaar betrok een woning tegenover de Martinikerk en kreeg vier dochters.
In april 1778 werd in Bolsward een Oeconomisch Tak opgericht, een onderdeel van de Hollandse Maatschappij der Wetenschappen. Zijn zwager, de arts Nicolaus Belkmeer, behoorde tot de oprichters, zijn halfbroer, de advocaat Taco Mesdag, werd penningmeester.
In de zomer van 1782 maakte burgemeester Schelto van Heemstra een procedurefout bij de benoeming van de nieuwe stadssecretaris. Een aantal juridisch geschoolde patriotten in Bolsward baatte de zaak uit en de burgemeester moest bakzeil halen. Een half jaar later moest hij nog eens het hoofd buigen. De patriotten wisten te bewerkstelligen dat een beslissing tot halvering van de vroedschap werd teruggedraaid.
In september 1784 werd een voorstel ingediend om de schutterij nieuw leven in te blazen. De mannen waren slecht getraind toen de Keteloorlog op uitbreken stond. Cornelis van den Burg, Willem Lycklama à Nijeholt en de schoolmeester Hendrik Christiaen Achenbach werden benoemd als resp. luitenant, vaandrig en exercitiemeester. Op 7 januari 1785 werd in Friesland een algemene volksbewapening afgekondigd door Court Lambertus van Beyma. De dreigementen van de Oostenrijkse keizer Jozef II waren toen op z'n hevigst. Op 21 januari gaf de vroedschap toestemming tot oprichting van een vrijwillige schutterij; vijf van de zes burgemeesters waren die dag afwezig. Het boek van Johann Georg Herbig Verhandeling over de gewapende Schutterijen (1784) diende de vrijwillige schutterij tot voorbeeld.
In mei 1785 trad Cnoop toe tot de vrijwillige schutterij als luitenant en secretaris, en was vervolgens degene die de wapens uitdeelde.

## Escalatie

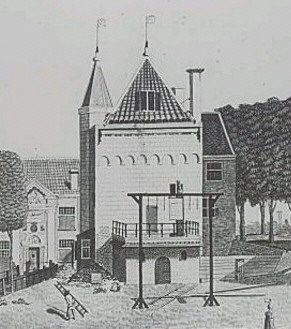
Het blokhuis in Leeuwarden

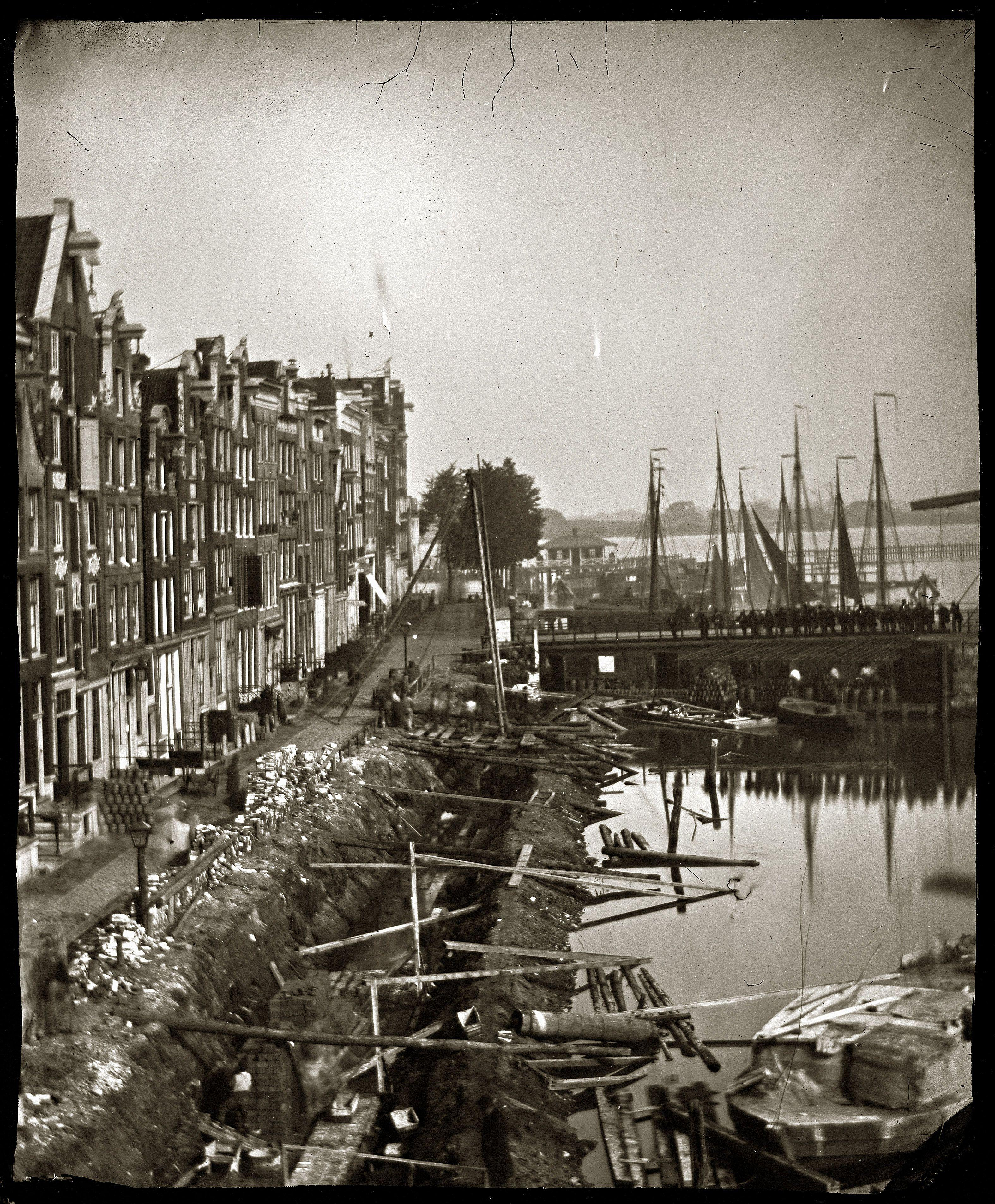
Kromme Waal in 1863. Foto van Jacob Olie

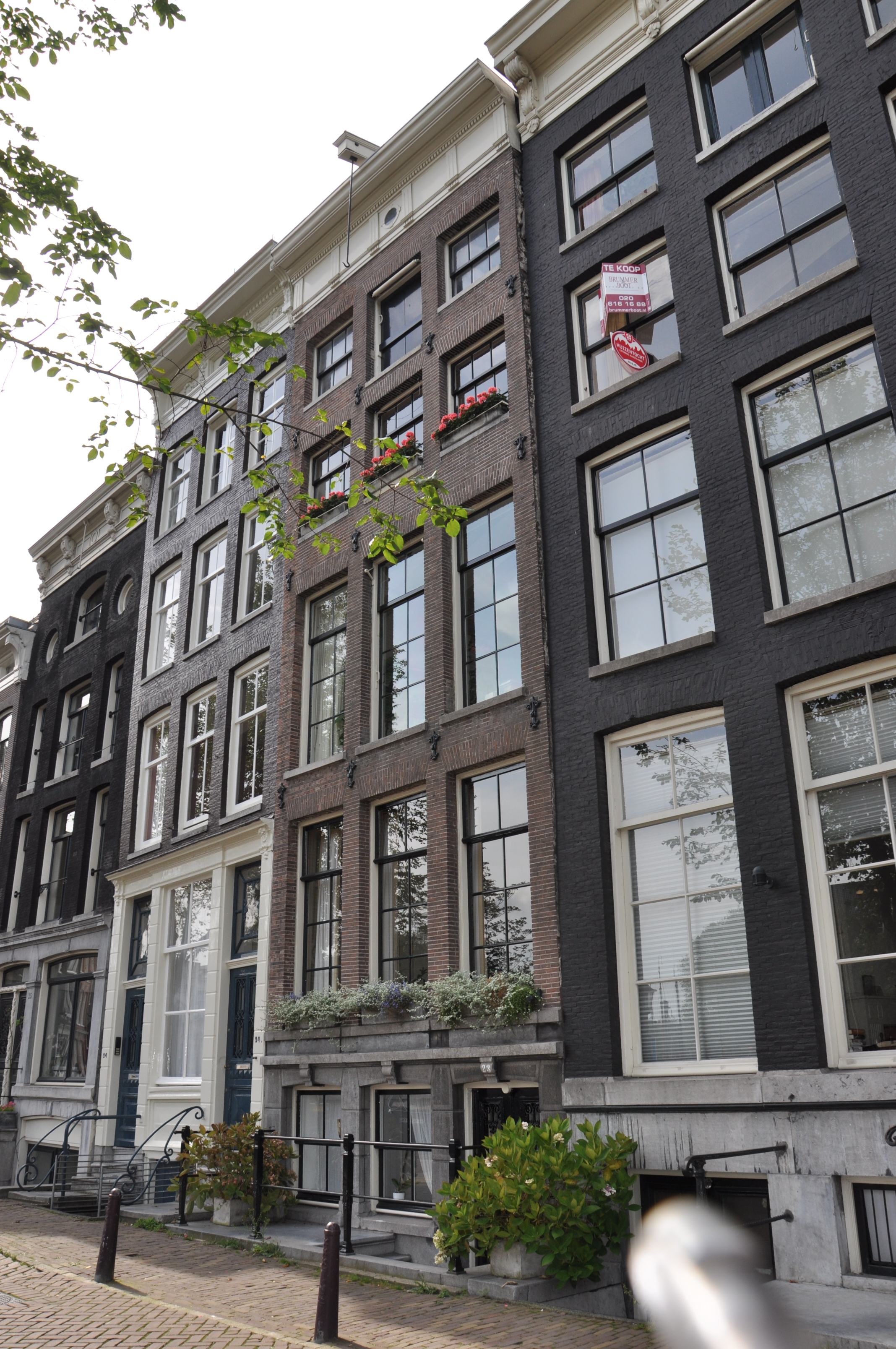
Kromme Waal 23

Op 24 januari 1787 riep Cnoop de vroedschap op tot het intrekken van de publicatie van 25 september 1786, waarin de exercitiegenootschappen in hun activiteiten werden beperkt, een zogenaamd samenscholing- of vergaderverbod. Wopko Cnoop ging over tot individuele acties.
Op 28 augustus werd in Bolsward een Defensiewezen opgericht, Cnoop nam zitting als een van de vier vertegenwoordigers van de vrijwillige schutterij.
Op 7 september liet Van Beyma een verklaring over het herstel van rechten van vrijheden, het Declaratoir, uitgaan naar zijn landgenoten, de Staten van Friesland, en de 30 grietenijen en de elf steden.
Vanaf 10 september werden Sneek, Bolsward, Workum, Hindeloopen, Lemmer vanuit Franeker bezet om de vroedschappen onder druk te zetten. 's Avonds vond een verhitte discussie plaats in t Fontein. Jan Boltjes werd door de Franeker officieren voor een stijfkop uitgemaakt. Na sluitingstijd vond een voortzetting plaats bij de kolonel, die nog steeds weigerde zijn handtekening onder de verklaring uit Franeker, het Declaratoir, te zetten.
Op dinsdagochtend 11 september 1787 verzocht Cnoop de vroedschap een verklaring afkomstig uit de opstandige Franeker Staten te ondertekenen; Cnoop voerde op hoge toon het woord. Al de belastingopbrengsten zouden voortaan aan Franeker moeten worden afgedragen.
Op 12 september diende hij een petitie in om de verdediging van de stad aan de vrijwillige schutterij over te laten. Die avond liep Cnoop wacht. De bruggen waren inmiddels opgetrokken en de poorten gebarricadeerd; niemand kon de stad meer in of uit zonder toestemming. Op 13 september werd 's middags een vergadering belegd in de Broerekerk waar de bevolking zich uitsprak voor erkenning van de Franeker Staten. Een enkeling verliet de kerk.
Op 14 en 15 september vergaderde de stadsregering tweemaal daags over de moeilijke beslissing.
Pas op maandagochtend 17 september ging de vroedschap als enige Friese stad over tot erkenning van de Pretense Staten onder druk van een drietal gecommitteerden, die optraden namens de bevolking en een drietal dat de vrijwillige schutterij vertegenwoordigde.
Toen op zondagmiddag 23 september 1787 duidelijk was geworden dat er onvoldoende steun van de bevolking was, de financiële middelen beperkt waren, Frankrijk niet te hulp zou komen, werd de patriotten in Friesland aangeraden te vluchten.
Op 27 september kwam een regiment infanterie vanuit Leeuwarden naar Bolsward. Cnoop werd door de bevolking uit zijn huis gesleurd toen hij weigerde mee te gaan omdat er geen arrestatiebevel kon worden getoond en opgesloten in het cachot van het stadhuis. Op 1 oktober werd Cnoop met de nachtschuit naar het blokhuis in Leeuwarden getransporteerd. In totaal kregen tien patriotten uit Bolsward daar onderdak. Cnoop schreef een "ellendig dagverhaal" van zijn belevenissen.
Na twee jaar "voorarrest" werd Cnoop op 11 september 1789 veroordeeld voor zijn radicaaldemocratische ideeën. Hij kreeg drie dagen de tijd om zijn biezen te pakken, afscheid te nemen en zich uit de voeten te maken. Cnoop vertrok naar Amsterdam en vestigde zich aan de Kromme Waal in een huurhuis, eigendom van Pieter Schoon.
Op 7 februari 1795 is zijn ballingschap opgeheven en Cnoop eiste een schadevergoeding die gedeeltelijk is uitgekeerd. Hij nam deel aan de wijkvergaderingen, die tot doel hadden voorlopige representanten voor de Eerste Nationale Vergadering te kiezen.

## Werken
- Journaal of Ellendig dagverhaal
- Een bijdrage tot verlichting van het Algemeen, en bijzonder voor de vrienden van het voormaalig bestuur door een verdrukte van hetzelfde. Waarby een exacte lyst der gevangen geweest zynde burgers, op het Blokhuis, in Vriesland; met derzelver beschuldigingen en sententien. Maart 1795.[29]

## Trivia
- Clovis Cnoop Koopmans behoort tot zijn nageslacht, maar ook de echtgenotes van Frank van der Goes en Herman Gorter.